# Ripon
Ripon es una pequeña ciudad catedral en Yorkshire del Norte, Inglaterra, Reino Unido. Como centro urbano histórico de Yorkshire, Ripon tenía una población de 15.922 habitantes según el censo de 2001, convirtiéndose en la cuarta ciudad más pequeña de Inglaterra después de Wells y Ely (en el resto del Reino Unido, St David's, Bangor y Armagh también son inferiores en extensión).
Ripon se sitúa sobre la confluencia de los arroyos Laver y Skell con el río Ure, este atravesado a su vez por un puente fino de nueve arcos. Las calles son en su mayoría angostas e irregulares, y, aunque muchas de las viviendas son relativamente modernas, algunas de ellas aún retienen los gabletes pintorescos característicos de épocas anteriores. Ripon forma parte de la circunscripción electoral de Skipton y Ripon. 

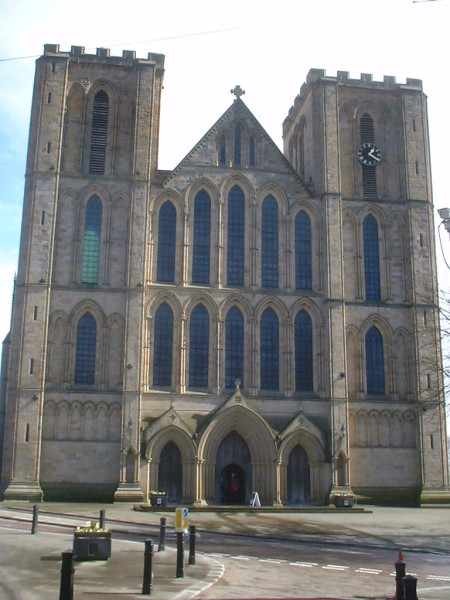
Fachada de la Catedral de Ripon.

Ripon fue uno de los municipios reformados por el Acta Municipal de Corporaciones de 1835, y se mantuvo como distrito municipal del West Riding de Yorkshire hasta 1974, cuando a través de la Ley de Gobierno Local de 1972 pasó a formar parte del distrito de Harrogate, en Yorkshire del Norte. Ripon se convirtió en una parroquia sucesora, con un consejo parroquial conocido como el Consejo de la ciudad de Ripon (Ripon City Council).

## Catedral
Aunque la Enciclopedia Británica de 1911 la excluía de las catedrales de primera clase, la Catedral de Ripon destaca por su proporciones adecuadas y es de gran interés por la variedad de estilos que se plasman en la misma.
Su longitud es de 81 metros, la longitud del transepto es de 40 metros y la anchura de la nave es 26 metros. Junto a una gran torre cuadrada hay dos torres más. La iglesia fue fundada sobre las ruinas de la abadía de San Wilfredo alrededor del año 680, pero de este edificio solo queda la cripta denominada St Wilfrid's Needle ("Aguja de San Wilfredo").